# Ballarat (Schiff)
Die Ballarat (II) war ein 1911 in Dienst gestelltes Passagierschiff der britischen Reederei Peninsular and Oriental Steam Navigation Company (P&O), das im Auswandererverkehr von Großbritannien nach Australien eingesetzt wurde. Im Ersten Weltkrieg diente die Ballarat als Truppentransporter, bis sie am 25. April 1917 vor den Scilly-Inseln von einem deutschen U-Boot torpediert wurde und am nächsten Tag sank.

## Das Schiff
1910 kaufte P&O die Anteile der britischen Reederei Blue Anchor Line (London) auf, die sich von dem Verlust ihres Passagierschiffs Waratah im Jahr zuvor nicht mehr erholte. Der Australienservice der Blue Anchor Line wurde übernommen und in P&O Branch Line umbenannt. Bei der Werft Caird & Company im schottischen Greenock wurden umgehend fünf neue Schwesterschiffe für den neuen Auswandererverkehr nach Australien in Auftrag gegeben. Als erstes dieser fünf Schiffe wurde 1911 die 11.120 BRT große Ballarat fertiggestellt. Ihr folgten 1912 die Beltana (11.120 BRT), 1913 die Benalla (11.118 BRT) und die Berrima (11.137 BRT) und 1914 die Borda (11.136 BRT).

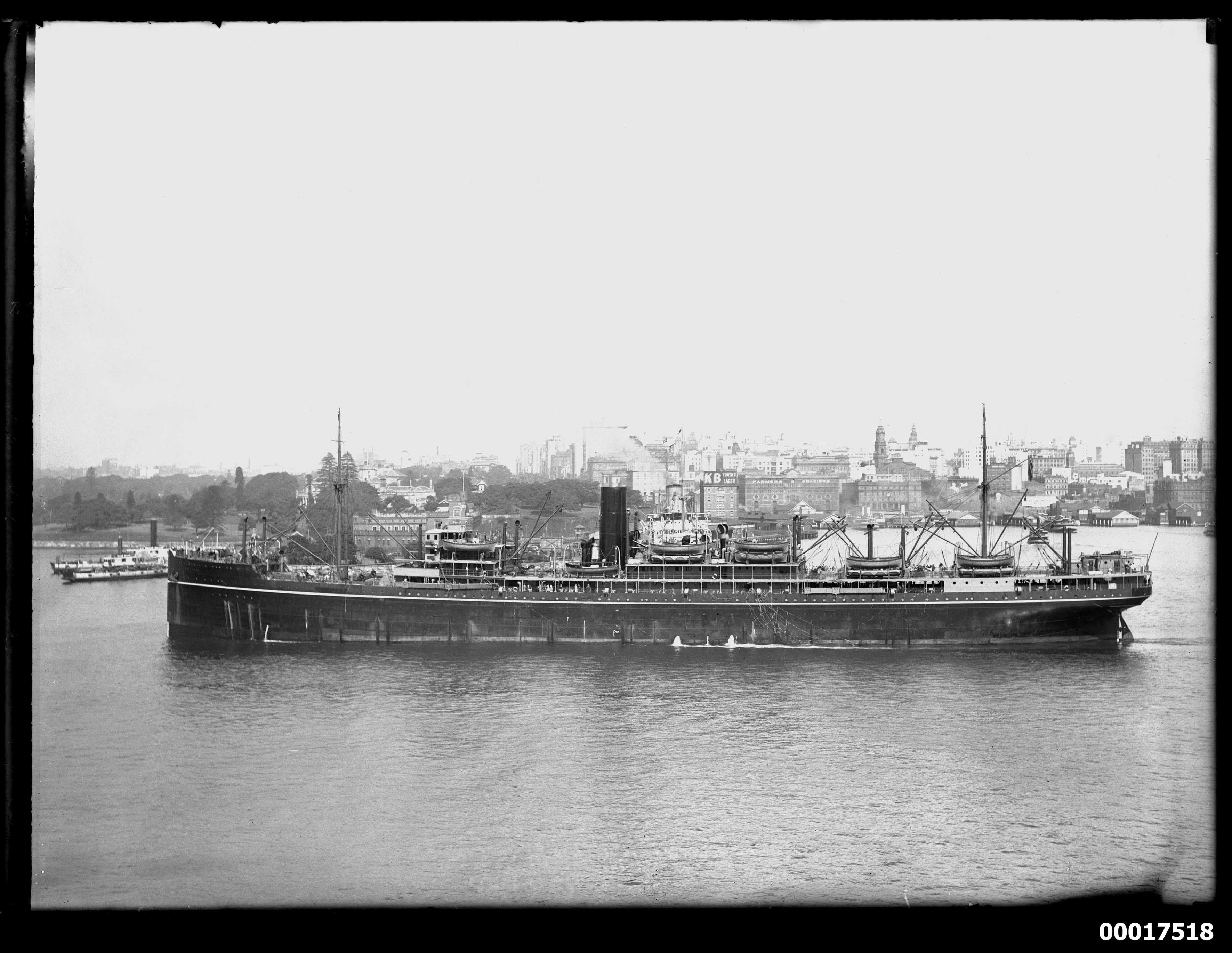
Die Ballarat im Hafen von Sydney (1930).

Das 152,46 Meter lange, aus Stahl gebaute Dampfschiff Ballarat hatte einen Schornstein, zwei Masten und zwei Propeller und wurde von zwei Vierfachexpansions-Dampfmaschinen angetrieben, die 9.000 PSi leisteten und eine Geschwindigkeit von 16,5 Knoten ermöglichten. Das Schiff hatte Platz für 490 Passagiere der Dritten Klasse. Da die Ballarat lediglich Auswanderer befördern sollte, gab es keine Erste und Zweite Klasse. Am 23. September 1911 lief das Schiff bei Caird & Company vom Stapel und wurde von Mrs. F. C. Allen, der Ehefrau des Geschäftsführers der P&O Branch Line, getauft.
Am 1. November 1911 wurde das Schiff registriert. Der Schornstein der Ballarat war zunächst in den Farben der Blue Anchor Line gestrichen. Erst 1914 wurde er den Farben von P&O angeglichen. Ihre Jungfernfahrt von London nach Adelaide über das Kap der Guten Hoffnung legte die Ballarat in der Rekordzeit von 37,5 Tagen zurück. Nach Kriegsausbruch 1914 wurde die Ballarat zum Transport von indischen Truppen eingesetzt. Ab 1915 brachte sie auch aus Australien Soldaten nach Europa.

## Versenkung
Am 25. April 1917 befand sich die Ballarat als His Majesty’s Ambulance Transport A70 unter dem Kommando von Commander George Wallace Cockman, DSC (1859–1937), einem Handelsschiffkapitän der Royal Naval Reserve, auf einer Truppenfahrt von Melbourne nach London. Sie hatte 1752 Besatzungsmitglieder und Soldaten an Bord. Es waren Nachschubeinheiten der 2. und 4. Australian Brigade. Zur Ladung gehörten Kupfer, Erz, Goldbarren und Stückgut. 24 Seemeilen südwestlich von Wolf Rock, in der Nähe der zu den Scilly-Inseln gehörenden Insel St Mary’s, wurde die Ballarat von dem deutschen U-Boot UB 32 (Kapitänleutnant Max Viebeg) angegriffen. Keine vier Wochen zuvor hatte Viebeg die Gloucester Castle torpediert, die aber nicht gesunken war.
Obwohl das Schiff von der Phoenix eskortiert wurde und auf jeder Seite 50 Späher postiert waren, wurden weder das U-Boot, noch der Torpedo gesichtet. Die Männer hielten anlässlich des ANZAC Days eine Parade ab, als der Dampfer gegen 14.30 Uhr getroffen wurde. Durch den Einschlag wurde der Steuerbordpropeller zerstört, der Maschinenraum geflutet, und die Hauptdampfleitung zerrissen. Besatzung und Soldaten fanden sich an ihren Bootsstationen ein, während sich das Schiff zu neigen begann. Die getroffene Ballarat wurde von einem Zerstörer und einem Trawler ins Schlepptau genommen, sank aber am darauf folgenden Tag vor der Halbinsel The Lizard auf der Position 49° 33′ N, 5° 36′ W. Es gab keine Todesopfer zu beklagen.
Für die disziplinierte Evakuierung des Schiffs empfing Commander Cockman die Glückwünsche der britischen Admiralität und die australischen Truppen von König George V. Die Ballarat war das größte von UB 32 versenkte Schiff.